# Катаево (Забайкальский край)
Ката́ево — село на юго-западе Петровск-Забайкальского района Забайкальского края России. Административный центр сельского поселения «Катаевское».
Население — 553 чел. (2021)

## География
Расположено на правом берегу реки Хилок, в 57 км к юго-западу от Петровск-Забайкальского. В состав сельского поселения входят также сёла Кандобаево и Обор.

## История
Основано село в 1744 году (по другим данным — в 1725) казаками земледельцами. Население, в основном, занималось земледелием и скотоводством. В 1893 году в доме И. С. Штыкина была открыта школа, первым учителем в которой стал ссыльный Шеликов. 14 ноября 1899 года в селе Катаево построена церковь святых апостолов Петра и Павла (Петропавловская) священник Капустин Илья Ксенофонтович. К церкви были приписаны села Кандобаевское, Орсукское, Кукунское и Катангарское. На 1 января 1902 года в селе было 89 дворов, население составляло 812 душ из них муж. — 428 душ, жен — 384. в том числе крестьяне 748 (муж — 375, жен — 373), оседлые инородцы 10 (муж-8, жен — 2) других сословий 54 (муж — 45, жен — 9) В селе имелись церковь, церковно-приходская школа, сельское управление, общественный хлебозапасный магазин. Расстояние до областного города (Чита) — 545 верст, до уездного города (Верхнеудинск) — 200 верст, от железнодорожной станции Тарбагатай — 50 верст. В 1923 году организован сельский Совет, председателем которого стал И. С. Линков. В 1929 году была создана сельскохозяйственная коммуна, реорганизованная в 1930 году в колхоз, председателем был П. С. Крылов. В это время в Катаево появились клуб, детские ясли, фельдшерский пункт. В 1954 году колхоз объединился с колхозом села Кандобаево, новым председателем стал В. С. Киреев. Одновременно произошло объединение и сельских Советов. В 1957 году вновь произошло укрупнение хозяйства путём присоединения колхозов сёл Обор и Усть-Обор. Объединённый колхоз получил название имени XX партсъезда, и имел мясо-молочное направление. В 1992 году хозяйство реорганизовано в коллективное предприятие «Россия».

## Население
| 1989 | 2002 | 2010 | 2021 |
| ---- | ---- | ---- | ---- |
| 689  | ↗711 | ↘657 | ↘553 |

## Инфраструктура
В селе имеются подразделение МЧС России, Почта России, основная общеобразовательная школа, детский сад, дом культуры, библиотека, фельдшерско-акушерский пункт. В Катаево находится обелиск землякам, погибшим в войне 1941—1945 годов.